# Bangor (Maine)
Bangor település az Amerikai Egyesült Államok Maine államában, Penobscot megyében, melynek megyeszékhelye is. Lakosainak száma 31 753 fő (2020. április 1.).

## Népesség
A település népességének változása:

| 2010 | 33 039 |
| 2020 | 31 753 |

## Galéria

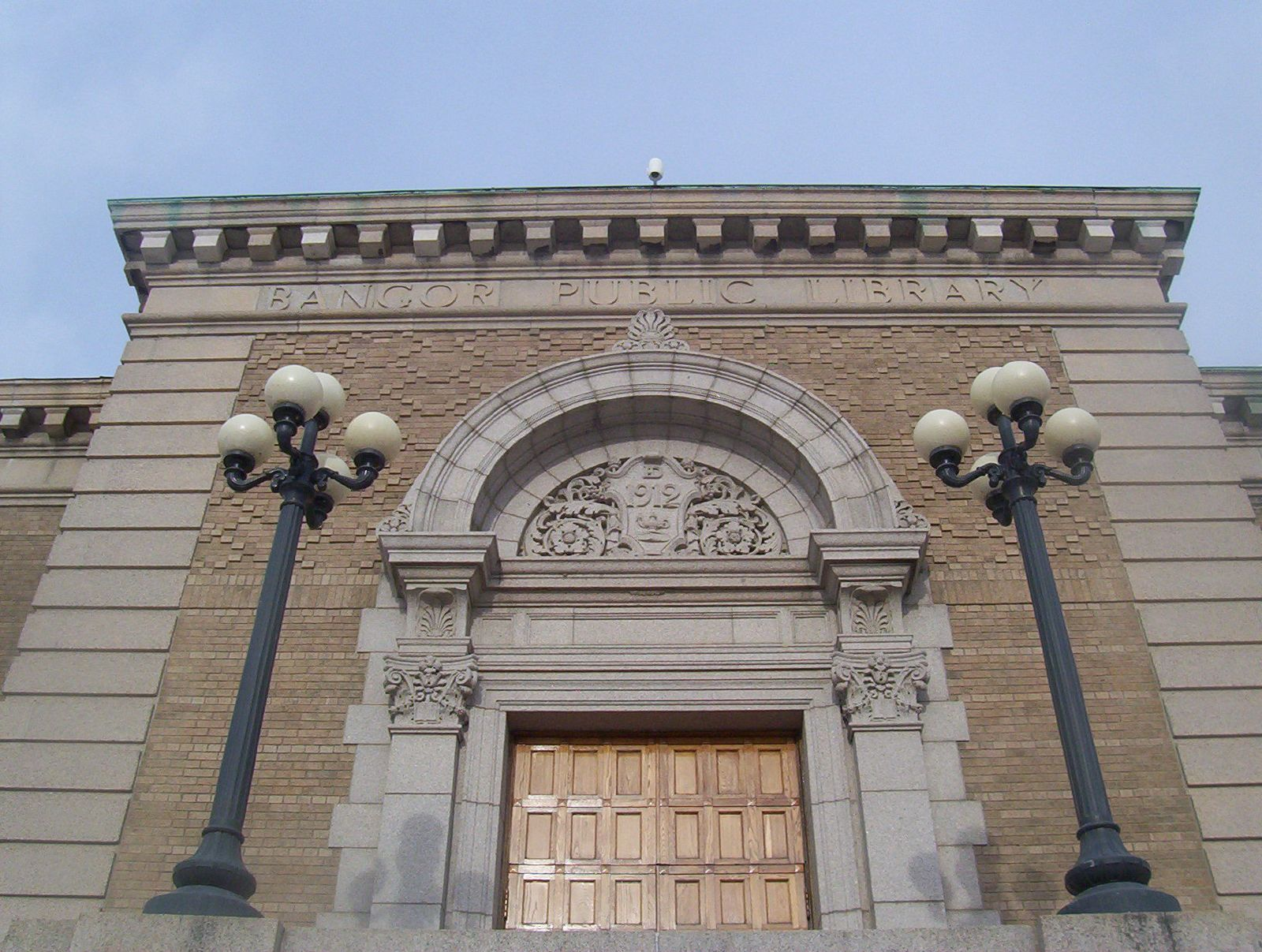
A városi közkönyvtár főbejárata
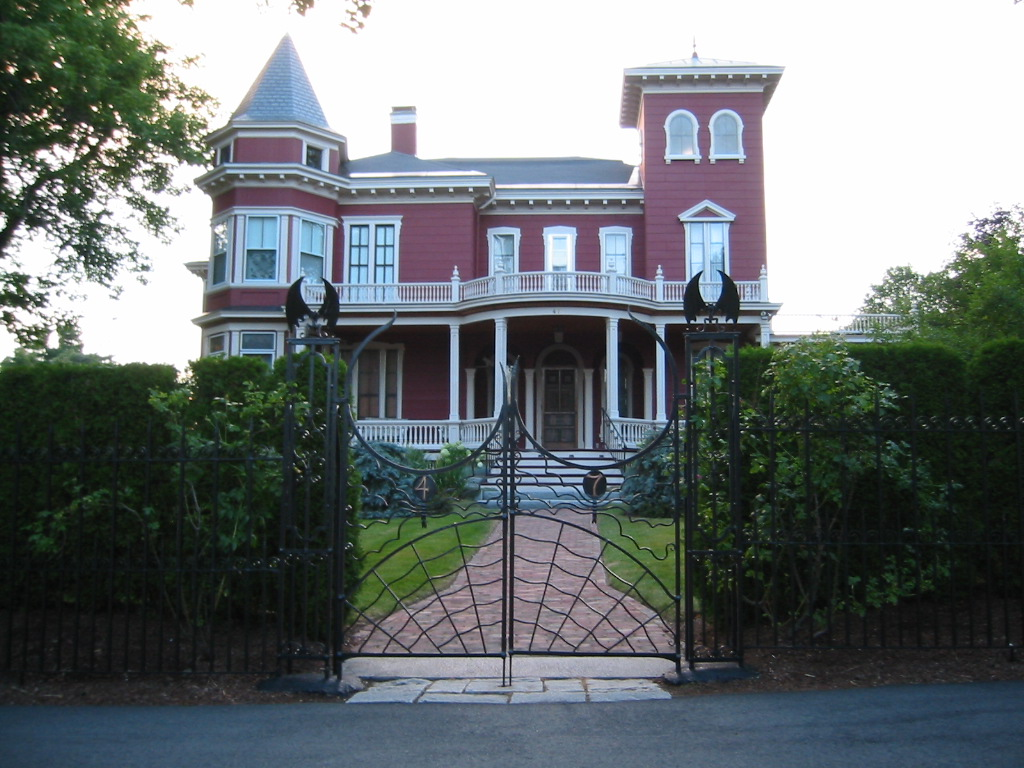
Az 1856-ban épült William Arnold-ház, egy itáliai stílusú villa, amely Stephen King író otthona
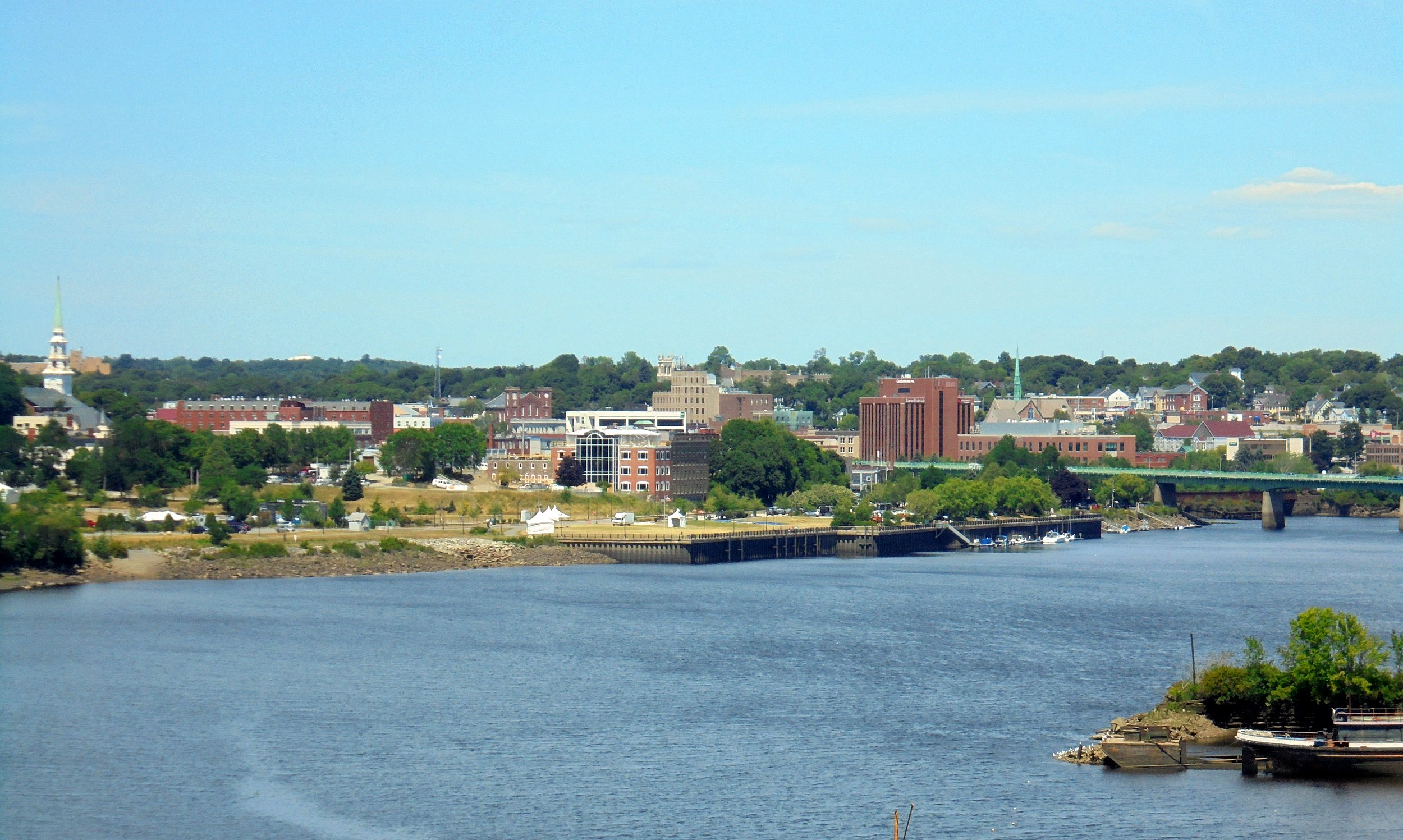
Városkép